# Nowotwory przerzutowe ośrodkowego układu nerwowego

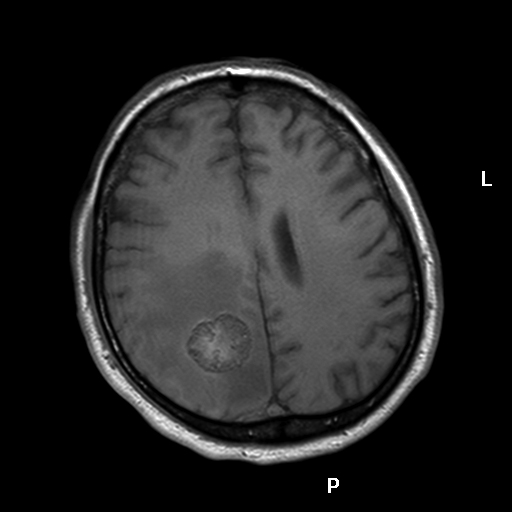
MRI T_{1}-zależny u pacjenta z przerzutami raka oskrzela do mózgu

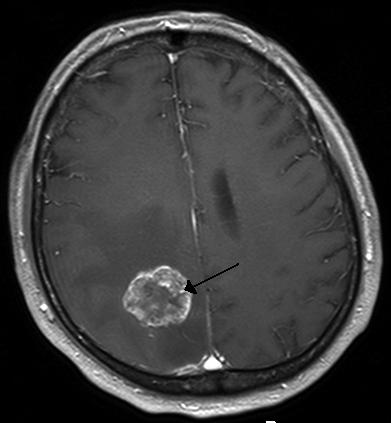
To samo ognisko przerzutowe w obrazie T_{1}-zależnym po wzmocnieniu kontrastowym

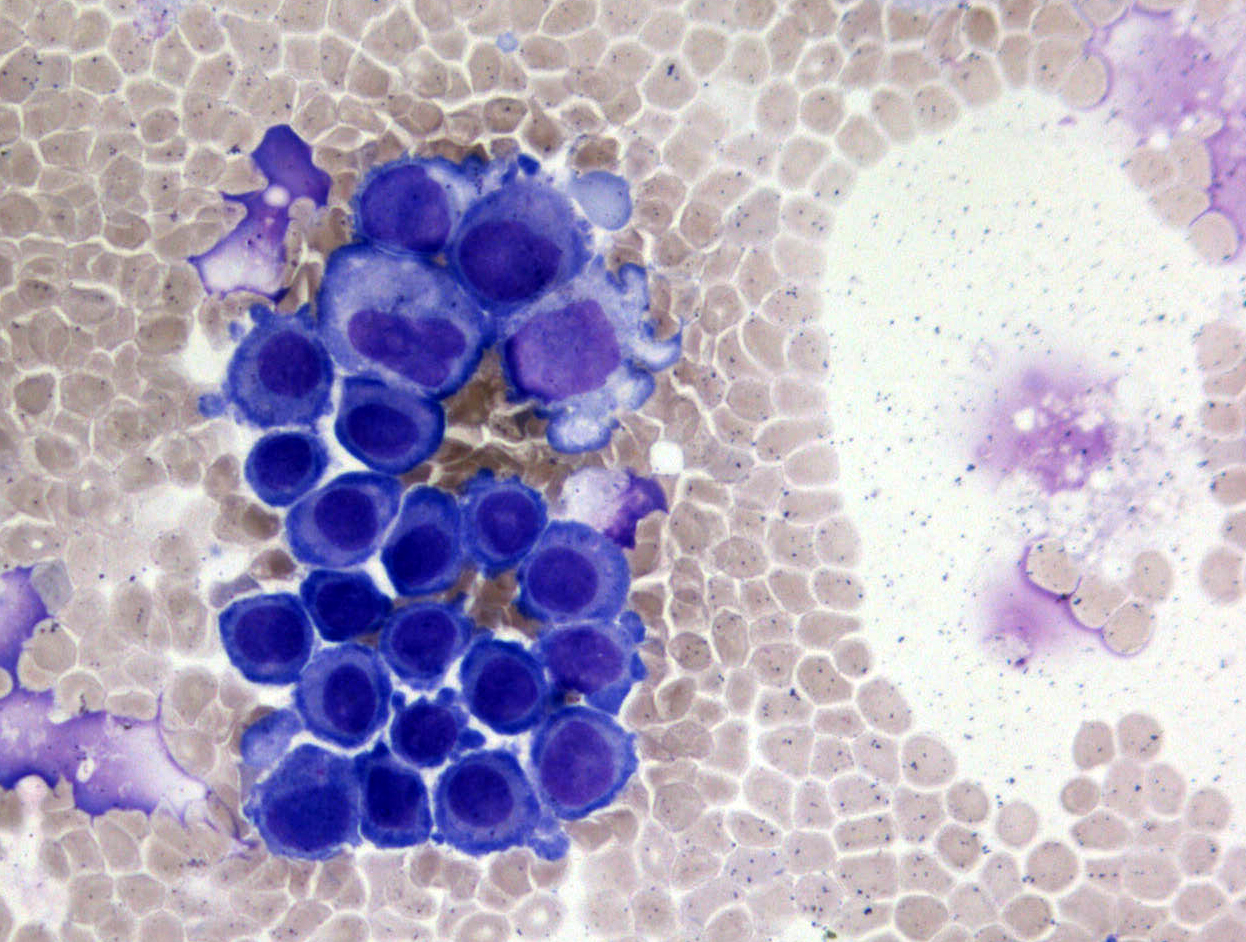
Komórki nowotworowe w osadzie płynu mózgowo-rdzeniowego

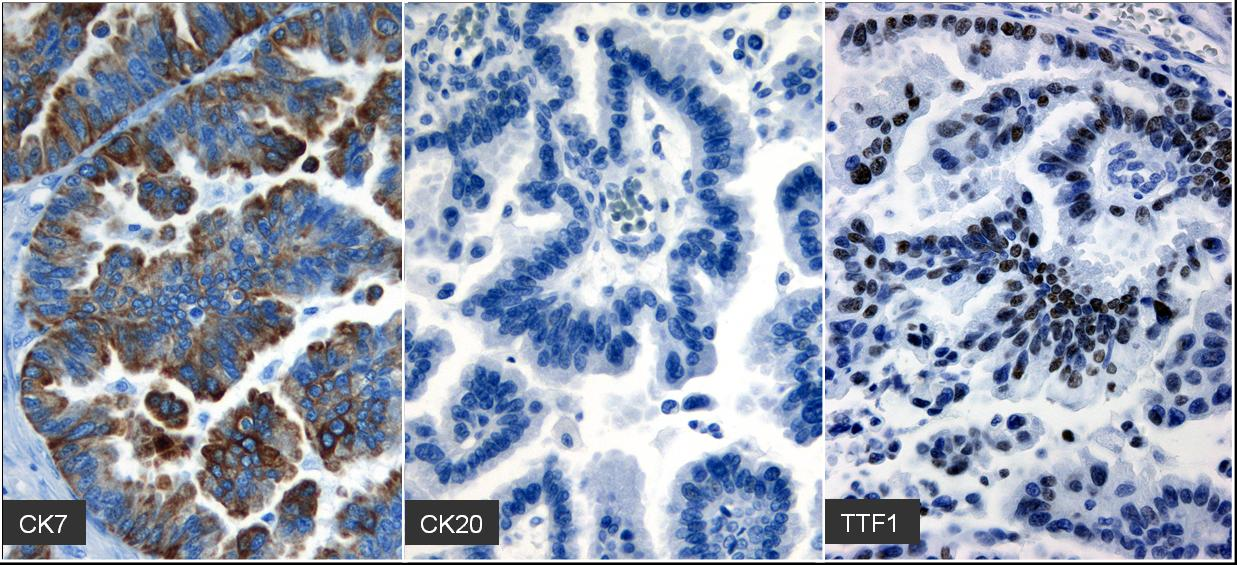
Profil immunohistochemiczny komórek guza z ogniska przerzutowego nieznanego pochodzenia. Ekspresja cytokeratyny CK7, brak ekspresji CK20 i dodatnia reakcja jąder komórkowych na TTF1 wskazują na rozpoznanie przerzutu z raka oskrzela

Nowotwory przerzutowe ośrodkowego układu nerwowego – najliczniejsza grupa nowotworów tej lokalizacji. U dorosłych chorych najczęściej przerzutującymi do mózgowia i rdzenia nowotworami są, kolejno, rak płuc, rak sutka, rak jelita grubego i układu moczowego, czerniak, rak gruczołu krokowego, rak trzustki, rak trzonu macicy, białaczki i chłoniaki. U dzieci częstsze są przerzuty mięsaków i nowotworów germinalnych. Zdarzają się także przerzuty nowotworów złośliwych (najczęściej raka sutka i płuca) do już obecnego guza OUN (np. oponiaka).

## Objawy i przebieg
Objawy są podobne jak w przypadku pierwotnych guzów ośrodkowego układu nerwowego i zależą od lokalizacji ogniska przerzutowego. Zazwyczaj w obrazie klinicznym choroby dominują objawy wzmożonego ciśnienia śródczaszkowego. Przebieg choroby jest zazwyczaj krótki, a mediana przeżycia od chwili rozpoznania wynosi 4 tygodnie.

## Rozpoznanie
Rozpoznanie opiera się na badaniach neuroobrazowych: TK i MRI. MRI jest badaniem z wyboru w przypadku podejrzenia patologii tylnego dołu czaszki. Kolejnym etapem w diagnostyce choroby jest znalezienie ogniska pierwotnego. 

## Leczenie
W każdym przypadku powinno się podać deksametazon celem poprawienia jakości życia chorego i wydłużenia średniego czasu przeżycia. W większości przypadków metodą leczenia z wyboru jest radioterapia. Tylko wyjątkowo wskazane jest leczenie chirurgiczne.